# Triploechus pallipes
Triploechus pallipes är en tvåvingeart som beskrevs av Edwards 1937. Triploechus pallipes ingår i släktet Triploechus och familjen svävflugor. Inga underarter finns listade i Catalogue of Life.